# Vado
Osvaldo Couto Cardoso Pinto, plus communément appelé Vado est un footballeur portugais né le 5 mars 1969 à Malanje en Angola portugais. Il évoluait au poste de milieu.

## Biographie

### En club
Formé au GD Torralta, il découvre au sein du Portimonense SC la première division portugaise en 1988,,.
En 1991, il est transféré au CS Marítimo, club avec lequel il joue pendant quatre saisons et évolue en Coupe UEFA,,.
En 1995-1996, il évolue au Sporting Braga,. 
Il joue pendant le reste de sa carrière dans des clubs des divisions inférieures (CD Beja, Portimonense SC et Operário),.
Il dispute 195 matchs pour 10 buts marqués en première division portugaise,.  En compétitions européennes, il dispute 6 matchs pour un but marqué en Coupe UEFA.

### En équipe nationale
International portugais, il reçoit trois sélections en équipe du Portugal entre 1989 et 1995.
Il dispute son premier match le 8 juin 1989 contre le Brésil en amical (défaite 0-4 à Rio de Janeiro).
Ses deux derniers matchs ont lieu en janvier 1995 à Toronto dans le cadre de la SkyDome Cup. Le 26 janvier, il joue contre le Canada (match nul 1-1) et le 29 janvier, il joue contre le Danemark (victoire 1-0) .
Il remporte alors avec le Portugal la compétition.